# Narni
Narni és una ciutat d'Itàlia, a la regió de l'Úmbria, província de Terni, situada a uns 240 metres sobre el nivell del mar. El comú té una superfície de 197 km² i amb 20.433 habitants l'any 2008.

## Història
Nàrnia (llatí: Narnis) va ser una de les principals ciutats de l'Úmbria a la riba esquerra del riu Nar, 12 km més amunt de la seva unió amb el Tíber. Era a la via Flamínia, a uns 85 km de Roma, segons l'Itinerari d'Antoní.
Era una ciutat dels umbres que portava el nom de Nequinum abans de la conquesta romana, segons diuen Titus Livi i Plini el Vell. L'any 300 aC el cònsol Quint Apuleu Pansa la va assetjar però la ciutat va resistir el setge que es va allargar fins a l'any següent, quan el cònsol Marc Fulvi Petí la va ocupar i li va ser concedit un triomf de Samnitibus Nequinatibusque ('pels samnites i els nequinats') l'any 299 aC. El senat va decidir de consolidar aquell fet enviant una colònia romana que es va anomenar Nàrnia.
Aquesta colònia no la menciona Velleius Paterculus però sí Titus Livi, en una llista de les 30 colònies llatines que existien durant la Segona Guerra Púnica. Durant aquesta guerra no va poder donar els subministraments necessaris als romans, l'any 209 aC i després de la guerra va ser castigada. Però la ciutat va al·legar la seva pobresa el 199 aC i el senat romà els va atendre i va nomenar uns Triumviri coloniae deducendae que van reclutar i distribuir terres per als nous colons a la zona. El 207 aC, davant la ciutat, els romans van situar un exèrcit per aturar l'avanç de l'exèrcit cartaginès dirigit per Asdrubal cap a Roma.
Després de la guerra i de l'arribada de nous colons la ciutat va prosperar i no va ser escenari d'esdeveniments importants. Probablement devia créixer per la seva proximitat a la via Flamínia i als terrenys fèrtils del seu territori. Ja durant l'Imperi, durant la guerra civil entre Vitel·li i Vespasià, va ser una plaça forta que van ocupar els generals de Vitel·li on esperaven aturar l'avanç de l'altre emperador, però la desafecció cap a Vitel·li va fer que la ciutat s'entregués sense lluita a les forces de Vespasià. Nerva va néixer a la ciutat l'any 35.
Va ser la seu d'un bisbat des de temps molt primerencs. Era una fortalesa important durant les guerres gòtiques on actuaven Belisari i Narses, i va ser saquejada per Tòtila. Sota els longobards va ser la seu d'un gastald. El francs la van cedir a l'Església. A l'edat mitjana era una ciutat de la dinastia de marquesos de Toscana extinta amb la mort de la comtessa Matilde de Canossa l'any 1115.
Ja el 1112 la ciutat s'havia oposat al Papa Pasqual II i era gairebé independent; després es va oposar a Frederic I Barba-roja el 1167 i l'arquebisbe Cristià de Magúncia, canceller de l'emperador, la va castigar severament. El 1242 va formar una aliança amb el Papa i Perusa contra l'Emperador.
El Cardenal Albornoz va restablir el domini del Papa i el 1373 la tenien en feu els Orsini, dels quals va retornar al Papa l'any 1409. Després la va ocupar Ladislau de Sicília, però temporalment.
El 15 de juliol de 1515 la ciutat les tropes espanyoles i mercenaris alemanys (Landsknechten) van destruir la ciutat, i va entrar en decadència. Sota domini papal va esdevenir una ciutat de poca importància.
El 1789 va quedar integrada a la República Romana. El 1831 es va unir a la revolta contra el Papa i el 1860 va ser incorporada al Regne de Sardenya, i tot seguit Regne d'Itàlia.

## Fills il·lustres
- Mauro Bortolotti (1926 – 2007) compositor musical.